# Budiná, Lučenec
Budiná este o comună slovacă, aflată în districtul Lučenec din regiunea Banská Bystrica. Localitatea se află la altitudinea de 629 m deasupra n.m., se întinde pe o suprafață de 17,3 km2 și în 2017 număra 234 de locuitori.

## Istoric
Localitatea Budiná este atestată documentar din 1393.

## Demografie
| An:                | 1994 | 2004    | 2014    | 2024    |
| ------------------ | ---- | ------- | ------- | ------- |
| Număr de persoane: | 390  | 303     | 254     | 198     |
| Diferență:         |      | −22,30% | −16,17% | −22,04% |

| An:                | 2023 | 2024   |
| ------------------ | ---- | ------ |
| Număr de persoane: | 196  | 198    |
| Diferență:         |      | +1,02% |